# 五等分のプリンセス ～幻想と深淵と魔法学院〜
1. REDIRECT 五等分の花嫁#コンシューマゲーム